# Leonard T. Skeggs
Leonard Tucker Skeggs Jr. (* 9. Juni 1918 in Fremont (Ohio); † 4. Dezember 2002 in Cleveland (Ohio)) war ein US-amerikanischer Biochemiker.
Skeggs wuchs in Youngstown in Ohio auf. Er besuchte das von seinem Vater gegründete Youngstown College (heute Youngstown State University) mit dem Bachelor-Abschluss in Chemie 1940. Er setzte sein Studium an der Case Western Reserve University fort, wobei er nebenbei ein Stipendium an der Cleveland Clinic hatte, wo er für seinen Chef die Existenz eines Hormons nachweisen sollte, dass sich dann aber im Lauf seiner Forschung als nicht-existent erwies. Im Zweiten Weltkrieg arbeitete er an der Gewinnung von Blutplasma und Penicillin und als Offizier auf einem Minensucher im Pazifik. Ab 1946 war er wieder an der Universität und arbeitete an einem Dialysegerät (Plattendialysator), mit dem auch Patienten behandelt wurden. 1948 wurde er promoviert. Danach wurde er Leiter des Labors für klinische Chemie am Veterans Administration Hospital der Western Reserve Medical School. Gleichzeitig wurde er 1952 Assistant Professor, 1959 Associate Professor und 1969 Professor.
Am VA Hospital begann seine Entwicklung von automatisierten Durchfluss-Analysegeräten, die er mit von seinem Chef-Pathologen Joe Kahn geliehenen Geld begann. Zunächst entwickelte er Geräte für Harnstoff-Stickstoff im Blut, dann für Blutzucker. Es wurde als Continuous Flow Analysis bezeichnet, da die Proben und Reagenzien von einem Arbeitsschritt zum nächsten über ein System von Schläuchen gepumpt wurden. Drei Jahre brauchte er, um einen Hersteller für den Auto Analyzer zu finden (Technicon Company), der die Geräte nach drei Jahren Entwicklung 1956 auf den Markt brachte. Später entwickelte er Geräte, die viele Analysen gleichzeitig am Blutserum durchführten (Sequential Multiple Analyzer, SMA 12/60, SMAC).
Danach wandte er sich mit Joe Kahn der Erforschung des Renin-Angiotensin-Systems beim Bluthochdruck zu. Bis 1983 arbeitete er dafür am VA-Hospital und ab 1988 in der Abteilung Biochemie der Medical School der Case Western Reserve University.
Mit seinen Mitarbeitern bewies er unter anderem die Existenz von zwei Formen von Angiotensin, isolierte Angiotensin I und II, klärte deren Struktur und Funktion und  isolierten ACE.
Von ihm stammen auch eine Reihe von Erfindungen auf anderen Gebieten.
2000 erhielt er den Edwin F. Ullman Award.